# “治世玄岳”牌坊
“治世玄岳”牌坊位于中国湖北省丹江口市武当山街道玄岳村（实际由武当山旅游经济特区管辖），俗称玄岳门，1988年被列为第三批全国重点文物保护单位。
“治世玄岳”牌坊建于明嘉靖三十一年（1552年），清乾隆二十年（1755年）修缮。牌坊坐西朝东，为四柱三间五楼仿木结构石牌坊，宽14.5米，高11.9米。匾上双面均刻有嘉靖皇帝敕额“治世玄岳”四字，故而得名。